# Ferguson Peak
Ferguson Peak är en bergstopp i Antarktis. Den ligger i Östantarktis. Australien gör anspråk på området. Toppen på Ferguson Peak är 900 meter över havet.
Terrängen runt Ferguson Peak är platt åt sydost, men åt nordväst är den kuperad. Trakten är obefolkad. Det finns inga samhällen i närheten. 